# Unidad X
La unidad X (símbolo: xu), también conocida como Siegbahn, es una unidad de longitud equivalente a aproximadamente 0,1 pm (10-13 m). Es utilizada para anotar la longitud de onda de radiación de rayos X y rayos gamma.
Fue definida originalmente en 1925 por el físico sueco Manne Siegbahn. En esa época, la unidad X no podía ser medida directamente por lo que su definición se hizo en términos de la distancia entre los planos de cristales de calcita utilizados en los aparatos de medición. Una unidad X se fijó como 1/3029,04 de la distancia entre los planos (200) de la calcita a 18 °C.
En el uso moderno existen dos diferentes unidades X, definidas en términos de las longitudes de onda de las dos líneas de rayos X más comúnmente utilizadas en la cristalografía de rayos X.
- Unidad X del cobre [símbolo: xu(Cu Kα1)], definida de tal manera que la longitud de onda de la línea Kα1 del cobre sea exactamente 1537.400 xu(Cu Kα1).
- Unidad X del molibdeno [símbolo :xu(Mo Kα1)], definida de tal manera que la longitud de onda de la línea Kα1 del molibdeno sea exactamente 707.831 xu(Mo Kα1)

Los valores recomendados del CODATA para las dos unidades X son:
1 xu(Cu Kα1) = 1,00207699(28)×10−13 m,
1 xu(Mo Kα1) = 1,00209955(53)×10−13 m.